# Дивне (Генічеський район)
Дивне́ — село в Україні, у Новотроїцькій селищній громаді Генічеського району Херсонської області. Населення становить 563 осіб.

## Історія
12 червня 2020 року, відповідно до розпорядження Кабінету Міністрів України № 713-р «Про визначення адміністративних центрів та затвердження територій територіальних громад Запорізької області», увійшло до складу Новотроїцької селищної громади.
17 липня 2020 року, в результаті адміністративно-територіальної реформи та ліквідації  Новотроїцького району, увійшло до складу Генічеського району.
24 лютого 2022 року село тимчасово окуповане російськими військами під час російсько-української війни.

## Населення
Згідно з переписом УРСР 1989 року чисельність наявного населення села становила 554 особи, з яких 265 чоловіків та 289 жінок.
За переписом населення України 2001 року в селі мешкало 559 осіб.

### Мова
Розподіл населення за рідною мовою за даними перепису 2001 року:
| Мова       | Відсоток |
| ---------- | -------- |
| українська | 91,47 %  |
| російська  | 5,86 %   |
| білоруська | 0,89 %   |
| молдовська | 0,36 %   |
| інші       | 1,42 %   |